# Daniel Pipes
Daniel Pipes (Boston, 9 settembre 1949) è un giornalista, scrittore, politologo e storico statunitense, specializzato in politica internazionale (specialmente del Medio Oriente) e antiterrorismo. È una tra le preminenti figure del neoconservatorismo.

## Biografia
Daniel Pipes è il primogenito di Richard Pipes, ebreo polacco, fuggito negli USA all'inizio della seconda guerra mondiale dove divenne docente di Storia della Russia all'Harvard University, sovietologo iscritto al Partito repubblicano e sostenitore delle tesi più radicali verso il comunismo durante la guerra fredda.
Dopo aver iniziato studi di matematica, sempre ad Harvard, Daniel Pipes cambia indirizzo per dedicarsi alla storia islamica assecondando un interesse sorto durante alcuni viaggi nel Sahara e sul Monte Sinai. 
Dopo questi studi trascorre due anni al Cairo per imparare l'arabo, quindi ritorna a Cambridge (Massachusetts) per conseguire il Ph.D. in storia islamica medioevale, proprio quando Khomeini dava l'avvio alla rivoluzione iraniana, il che lo porta a spostare il suo interesse verso l'Islam moderno, e a divenirne un critico.
I primi anni ottanta lo vedono docente presso l'università di Chicago, ad Harvard ed al Naval War College, senza mai ottenere il posto di titolare. Nel 1986 si trasferisce a Philadelphia, ove dirige il Foreign Policy Research Institute, un centro costituito nel 1955 da Robert Strausz-Hupé, un austriaco convintamente antitotalitario, prima di creare il Middle East Forum nel 1994. Dal 1980 è membro del Council on Foreign Relations.
Grazie ai contatti di suo padre in seno alle amministrazioni Ford, Reagan e Bush sr., Daniel Pipes ha modo di specializzarsi sul Vicino Oriente, ricoprendo anche dei posti di responsabilità sotto la prima amministrazione (2001-2005) del Presidente George W. Bush. Questo gli ha fatto conquistare rapidamente una certa notorietà dopo gli attentati al World Trade Centre.
Tra l'11 settembre 2001 e l'11 settembre 2002 ha partecipato a 110 trasmissioni televisive e a 450 radiofoniche.
Nell'agosto 2003 il presidente Bush lo ha nominato membro dell'United States Institute of Peace, un'organizzazione imparziale sostenuta con fondi federali, nato nel 1986 per iniziativa del Congresso allo scopo di trattare «la prevenzione, la gestione e la pacifica risoluzione dei conflitti internazionali». Pipes lo lascerà nel gennaio 2005.
Daniel Pipes scrive sul New York Post, ed i suoi editoriali sono a volte ripresi sul Wall Street Journal, ma anche dal Los Angeles Times e dal New York Sun; in Italia i suoi articoli e le sue analisi sul Medio Oriente e il fondamentalismo islamico, spesso tradotti pochi giorni dopo l'uscita, vengono pubblicati solitamente su il Foglio, L'Opinione delle libertà e sul sito ufficiale (ma anche, talvolta, su altre testate come La Stampa, La Voce Repubblicana e Agenzia Radicale, organo di stampa originariamente parte di un gruppo nato dalla scissione del Partito Radicale).

## Posizioni politiche
Studente agli inizi degli anni settanta si fece notare a più riprese per la sua opposizione alle manifestazioni pacifiste organizzate contro la guerra del Vietnam.
Dal 1986 al 1993 è redattore capo del giornale Orbis dove pubblica articoli di appoggio all'Iraq di Saddam Hussein contro l'Iran voisin (guerra Iran-Iraq), posizione da lui definita «l'alternativa di Baghdad», riprendendola dal titolo di un saggio di Laurie Mylroie. 
Daniel Pipes in seguito ha però sostenuto l'intervento americano contro l'Iraq nel 2003, giustificandolo per la minaccia rappresentata dal supposto arsenale di armi di distruzione di massa posseduto dal regime iracheno.
Figura mediatica del neoconservatorismo americano, vicino a questa corrente del Partito Repubblicano, Daniel Pipes sostiene decisamente in politica estera lo Stato di Israele ed ha sempre espresso disapprovazione sulla mancanza di fermezza, a suo dire, del governo di Gerusalemme verso i palestinesi terroristi; pur non possedendo la cittadinanza israeliana, per quanto riguarda la politica dello stato ebraico è attestato su posizioni di sionismo liberal-nazionalista-conservatore, simili a quelle del partito israeliano del Likud. Daniel Pipes si disse anche contrario al ritiro dei coloni israeliani da Gaza nel 2005, deciso dall'allora premier di centro-destra Ariel Sharon, che lasciò per questo motivo il Likud per fondare il partito centrista Kadima.

## Critiche
Oltre che dagli avversari del movimento neocon, Pipes è stato criticato dal giornalista angloamericano liberal Christopher Hitchens, che per un certo periodo fu vicino anche al movimento neoconservatore. Quando il politologo fu cooptato nel 2003 nell'Istituto americano per la pace, Hitchens, in un suo fondo su Slate, si dichiarò «sconcertato» per tale nomina effettuata su consiglio del presidente George W. Bush: egli sostenne infatti che «[Pipes], lungi dall'essere un uomo di pace, sfrutta la paura e l'insicurezza generate dall'estremismo islamico per offendere e mettere in cattiva luce coloro che non la pensano come lui», e che ciò contrasta con lo spirito di un'istituzione «sostanzialmente moderata … e dedita alla risoluzione pacifica dei conflitti». Hitchens aggiunse inoltre che «Pipes confonde “istruzione” con “propaganda”» e che «insegue ripicche personali con poco rispetto per l'obbiettività». Daniel Pipes contestò infatti negli anni '70 le soluzioni pacifiche alla guerra in Vietnam, e in seguito ha sostenuto (come però anche lo stesso Hitchens) l'intervento statunitense contro l'Iraq; Hitchens lo ha criticato anche per essersi anche detto contrario al ritiro dei coloni israeliani da Gaza nel 2005, lo stesso anno in cui Pipes si dimise dall'Istituto.

## Opere
- Slave Soldiers and Islam: The Genesis of a Military System (1981), Yale University Press, ISBN 0-300-02447-9
- An Arabist's guide to Colloquial Egyptian (1983), Foreign Service Institute
- Greater Syria: The History of an Ambition (1990), Oxford University Press, ISBN 0-19-506021-0
- The Rushdie Affair: The Novel, the Ayatollah, and the West (1990), Transaction Publishers, paperback (2003) ISBN 0-7658-0996-6
- From a distance: Influencing foreign policy from Philadelphia (The Heritage lectures) (1991), Heritage Foundation, ASIN B0006DGHE4
- con Garfinkle, A. (1991), Friendly Tyrants: An American Dilemma Palgrave Macmillan, ISBN 0-312-04535-2
- Damascus Courts the West: Syrian Politics, 1989-1991 (Policy Papers, No. 26) (1991), Washington Institute for Near East Policy, ISBN 0-944029-13-2
- Sandstorm (1993), Rowman & Littlefield, paperback (1993) ISBN 0-8191-8894-8
- Syria Beyond the Peace Process (Policy Papers, No. 41) (1995), Washington Institute for Near East Policy, ISBN 0-944029-64-7
- Conspiracy: How the Paranoid Style Flourishes and Where It Comes From (1997), Touchstone; paperback (1999) ISBN 0-684-87111-4, trad. Il lato oscuro della storia, Torino, Lindau, 2005
- The Hidden Hand: Middle East Fears of Conspiracy (1997), Palgrave Macmillan; paperback (1998) ISBN 0-312-17688-0
- The Long Shadow: Culture and Politics in the Middle East (1999), Transaction Publishers, ISBN 0-88738-220-7
- Muslim immigrants in the United States (Backgrounder) (2002), Center for Immigration Studies
- In the Path of God: Islam and Political Power (2002), Transaction Publishers, ISBN 0-7658-0981-8
- con Abdelnour, Z. (2000), Ending Syria's Occupation of Lebanon: The U.S. Role Middle East Forum, ISBN 0-9701484-0-2
- Militant Islam Reaches America (2002), W. W. Norton & Company; paperback (2003) ISBN 0-393-32531-8
- Miniatures: Views of Islamic and Middle Eastern Politics (2003), Transaction Publishers, ISBN 0-7658-0215-5
- What Do the Terrorists Want?: A Caliphate and Shari'a. New York Sun (2005)